# Come Closer
Come Closer es un álbum del cantante turco Tarkan. Es el primero en el que incursiona en el idioma inglés bajo el sello discográfico de Universal. Fue lanzado en 2006.

## Lista de canciones
- "Just Like That" - 3:39
- "In Your Eyes" - 3:35
- "Why Don't We" (Aman Aman) - 3:49
- "Mine" - 3:19
- "Over" - 4:22
- "Start the Fire" - 3:26
- "Shhh" (I Wanna Hear Love Speak) - 3:34
- "Bounce" - 3:45
- "Come Closer" - 4:17
- "Don't Leave Me Alone" - 4:06
- "Shikidim" - 3:55
- "I'm Gonna Make U Feel Good" - 3:57
- "Mass Confusion" - 4:10
- "Touch" - 4:17
- "If Only You Knew" - 3:24

- Datos: Q868445